# Ефремово (Вяземский район)
 Ефремово — деревня в Вяземском районе Смоленской области России. Административный центр Ефремовского сельского поселения. Население — 379 жителей (2007).

## Географическое положение
Расположена на речке Раменце в восточной части области в 21 км к юго-востоку от Вязьмы и в 13 км южнее от остановочного пункта 18-й км на железнодорожной ветке Вязьма — Калуга.

## История
Прежнее название Ефремово — Жулино. Село Жулино упоминается в XV веке как волостной центр. В 1704 году в селе была построена деревянная церковь Николая Чудотворца, на месте которой в 1796 году помещик Иван Иванович Кругликов поставил каменную церковь Успения Пресвятой Богородицы. В 1930-е годы с церкви были сняты колокола и кресты, а в одном из приделов была устроена школа. До настоящего времени здание церкви не сохранилось, сохранилась только колокольня.
В 1963 году указом Президиума Верховного Совета РСФСР деревни Жулино и Старое Жулино Ефремовского сельсовета, фактически слившиеся в один населённый пункт, были переименованы в деревню Ефремово.

## Экономика
Средняя школа. Сельскохозяйственное предприятие «Некрасовское».